# BBE (singolo)
BBE è un singolo della rapper italiana Anna, pubblicato il 10 maggio 2024 come terzo estratto dal primo album in studio Vera Baddie.

## Descrizione
Il brano, il cui titolo è l'acronimo di Best Bitch Ever, vede la partecipazione di Lazza.

## Video musicale
Il 15 maggio 2024 è stato reso disponibile sul canale YouTube della rapper il video musicale diretto da Giammarco Boscariol.

## Tracce
Testi di Anna Pepe e Jacopo Lazzarini.
1. BBE – 3:18

## Classifiche

### Classifiche settimanali
| Classifica (2024) | Posizione massima |
| ----------------- | ----------------- |
| Italia            | 4                 |

### Classifiche di fine anno
| Classifica (2024) | Posizione |
| ----------------- | --------- |
| Italia            | 26        |